# Staw pod Chorzowem
Staw pod Chorzowem – użytek ekologiczny w Siemianowicach Śląskich, położony przy granicy z Chorzowem, na obszarze dzielnicy Bytków. Stanowi on fragment zespołu stawów poprzemysłowych i z punktu widzenia ornitologii jest obszarem wyjątkowym w najsilniej uprzemysłowionej części regionu górnośląskiego.

## Geografia
Użytek ekologiczny Staw pod Chorzowem położny jest w zachodniej części Siemianowic Śląskich, tuż przy granicy z Chorzowem, na terenie dzielnicy Bytków, w sąsiedztwie linii kolejowej nr 161.
Według podziału fizycznogeograficznego Jerzego Kondrackiego, użytek położony jest na terenie mezoregionu Wyżyna Katowicka (341.14), będącego częścią makroregionu Wyżyna Śląska (341.1). Z punktu widzenia geologii obszar Stawu pod Chorzowem położony jest w dewońsko-karbońskim zapadlisku górnośląskim. Pod utworami czwartorzędowymi podłoże użytku budują utwory pochodzące z karbonu górnego.
Obszar Stawu pod Chorzowem, podobnie jak pozostała część kraju, położny jest w strefie klimatu umiarkowanego, a hydrologicznie w zlewni Rawy, będącej częścią dorzecza Wisły.

## Przyroda ożywiona
Staw pod Chorzowem to użytek ekologiczny ustanowiony na mocy uchwały Rady Miejskiej w Siemianowicach Śląskich z dnia 27 lutego 1997 roku. Obszar o powierzchni 3,25 ha to śródleśne oczko wodne i stanowi on fragment zespołu stawów poprzemysłowych wraz z ich otoczeniem. Został on wykształcony w obszarze górniczym zlikwidowanej kopalni „Polska”, rejon „Prezydent”. Staw pod Chorzowem jest oddalony od siedzib ludzkich, co wpływa korzystnie na równowagę jego ekosystemu.
Staw pod Chorzowem posiada znaczące walory florystyczne – występuje tutaj charakterystyczna dla tego typu miejsc strefowość roślinności. W pasie szuwarów panuje pałka szerokolistna, trzcina oraz oczeret, natomiast od strony zachodniej i u podnóża linii kolejowej występuje niewielkie zakrzaczenie bzu czarnego i topoli osiki. Tylko tutaj w Siemianowicach Śląskich występuje stanowisko świbki błotnej. Innymi charakterystycznymi roślinami tu istniejącymi są: ziarnopłon wiosenny, przegorzan kulisty, lepiężnik różowy, ponikło błotne, turzyca owłosiona, turzyca zaostrzona, turzyca lisia, przytulia błotna i kropidło wodne.
Staw pod Chorzowem to teren wyjątkowy ornitologicznie w skali przemysłowej części Górnego Śląska. Staw posiada bogatą awifaunę – żyją tutaj takie gatunki ptaków jak m.in.: mewa śmieszka czy czajka. Tylko na tym terenie w granicach Siemianowic Śląskich występują: płaskonosy, czernice, krwawodzioby i perkozy zauszniki a sporadycznie także perkozy dwuczube. Nad okolicznymi polami spotyka się także m.in.: bażanty, kuropatwy, pustułki, kawki, wrony siwe, skowronki, jerzyki czy pliszki żółte. Bardzo rzadko pojawiają się tutaj przelatujące bociany czy szukające żeru błotniaki.
Staw pod Chorzowem jest dogodnym miejscem rozrodu płazów, w szczególności żab. Nad wodą polują ważki, zwłaszcza płaskobrzuche. Ponadto żyją tutaj piżmaki.